# ماکیتو یوشیدا
ماکیتو یوشیدا (انگلیسی: Makito Yoshida؛ زادهٔ ۲۰ اکتبر ۱۹۹۲) بازیکن فوتبال اهل ژاپن است.
از باشگاه‌هایی که در آن بازی کرده‌است می‌توان به باشگاه فوتبال ماتسوموتو یاماگا، باشگاه فوتبال ناگویا گرامپوس، و باشگاه فوتبال جف یونایتد ایچیهارا چیبا اشاره کرد.